# 링커런트
고리 전류(ring current)는 행성의 자기권에 잡혀있는 하전 입자에 의해 운반된 전류이다.
그것은 고 에너지(10~200keV) 입자가 지구 자전에 의해 각도 방향이면서 바깥쪽으로 흐르는 나선형 움직임으로 유발된다.
지자기폭풍이 발생할 때 고리 전류내의 입자의 수는 증가할 것이다. 동시에 지자기장내의 입자의 감소가 있다.

## 같이 보기
- 밴 앨런대